# Onthophagus nefarius
Onthophagus nefarius är en skalbaggsart som beskrevs av Vladimir Balthasar 1941. Onthophagus nefarius ingår i släktet Onthophagus och familjen bladhorningar. Inga underarter finns listade i Catalogue of Life.